# Amer Abdul Wahab
Amer Abdul Wahab (en árabe: عامر عبد الوهاب‎; Basra, Irak; 17 de abril de 1969) es un exfutbolista de Irak que jugaba en la posición de guardameta. Actualmente es el entrenador de porteros del Al-Minaa SC.

## Carrera

### Club
| Periodo   | Club               |
| --------- | ------------------ |
| 1987–1991 | Al-Minaa SC        |
| 1991–1996 | Al-Zawraa          |
| 1996–1997 | Al-Riyadh SC       |
| 1997–1998 | Al Ahed Beirut     |
| 1998–1999 | Racing Club Beirut |
| 1999–2002 | Al-Zawraa          |

### Selección nacional
Jugó para Irak en 15 ocasiones de 1995 a 2001 y participó en la Copa Asiática 2000.

## Logros
- Iraqi Premier League: 1991, 1994, 1995, 1996, 2000, 2001.
- Iraq FA Cup: 1991, 1993, 1994, 1995, 1996, 1999, 2001.
- Iraqi Super Cup: 2000.